# Pseudotetraploa curviappendiculata
Pseudotetraploa curviappendiculata är en svampart som först beskrevs av Sat. Hatak., Kaz. Tanaka & Y. Harada, och fick sitt nu gällande namn av Kaz. Tanaka & K. Hirayama 2009. Pseudotetraploa curviappendiculata ingår i släktet Pseudotetraploa och familjen Tetraplosphaeriaceae.   Inga underarter finns listade i Catalogue of Life.